# I delitti del gatto nero
I delitti del gatto Nero (Tales from the Darkside: The Movie) è un film del 1990 diretto da John Harrison, basato sulla serie televisiva antologica Un salto nel buio (Tales from the Darkside).
La pellicola è suddivisa in quattro cortometraggi o storie dell'orrore, tratti da racconti popolari, come le opere dei Fratelli Grimm. L'intreccio narrativo principale è una reinterpretazione della classica fiaba della strega che mangia bambini.
L'attrice che interpreta la strega è Deborah Harry, cantante del gruppo Blondie.
Il gatto nero, da cui il film in Italia prende il titolo, appare nel secondo episodio ispirato al racconto di Stephen King Il gatto del diavolo (The Cat From Hell), pubblicato originariamente all'interno della rivista Cavalier del giugno 1977 e ripubblicato nell'antologia Al crepuscolo nel 2008.

## La locandina
La locandina originale riporta un collage di alcuni soggetti del film formare un'immagine originale, non presente nel film, di un gatto spettrale che legge il libro con le mani da mummia, segue una descrizione nella parte alta della stessa:
sempre la locandina cita gli autori partecipanti e relative opere famose:
- Michael Mc Dowell "Beetlejuice"
- George Romero "Night of the living deads"
- Sir Arthur Conan Doyle "Sherlock Holmes"
- Stephen King  "Pet Sematary"

## Trama

### Storia principale(The Wraparound Story)
Betty, strega moderna, si prepara a cucinare nel forno Timmy, un ragazzino catturato e tenuto prigioniero a mangiare biscotti dentro una cella in cucina. Timmy cerca di prendere tempo raccontandole storie dell'orrore tratte dal libro Tales from the Darkside in attesa di trovare un modo per fuggire. In una scena iniziale, mentre Betty torna a casa, si vede accanto alla cella la classica scopa in vimini che usano le streghe per volare.
Le seguenti storie si alternano tra un dialogo e l'altro di Timmy e la strega.

### Lotto 249(Lot 249)
Lee e Susan, due studenti del college, con una soffiata anonima fanno accusare del furto di un feticcio Zuni precolombiano Edward Bellingham, un loro compagno, in modo da eliminarlo dalla competizione per una borsa di studio. In realtà la statuetta è stata presa e introdotta subdolamente da Susan nell'appartamento di Bellingham che, consapevole di ciò, rianima una vecchia mummia e la utilizza per uccidere entrambi. Andy, il fratello di Susan, si vendica facendo a pezzi e bruciando la mummia, ma quando si appresta ad uccidere Bellingham non riesce nel suo intento. Bellingham, nel trattempo espulso dal college a causa del furto, con un'altra formula risveglia dal mondo dei morti Lee e Susan e li manda all'appartamento di Andy, portandogli i suoi saluti.

### Il gatto nero(Cat From Hell)
Drogan, un vecchio in sedia a rotelle proprietario di una casa farmaceutica, assolda un killer con una richiesta particolare: uccidere un gatto nero che si aggira nell'edificio. Drogan spiega che in precedenza la villa era abitata da altre tre persone: la sorella Amanda con la sua amica Carolyn, e il maggiordomo Gage, tutti deceduti dopo l'arrivo del gatto nero. Drogan sostiene che quello che sta accadendo sia una sorta di vendetta causata dalla sperimentazione effettuata sui gatti dalla sua casa farmaceutica, che portò alla morte di almeno 5.000 felini. Il killer accetta e tenta in tutti i modi di uccidere l'animale ma, a mezzanotte in punto come nei precedenti casi, viene ucciso soffocato dal gatto che entra dalla bocca e si nasconde all'interno del corpo. Quando Drogan ritorna a casa, vede il gatto uscire dal cadavere e muore per un attacco di cuore.

### La promessa degli amanti(Lover's Vow)
Preston, un pittore in cattive acque, una notte è testimone di un orrendo omicidio commesso da un mostro simil-gargoyle, che gli risparmia la vita a patto che egli non racconti nulla di ciò a cui ha assistito. La notte stessa Preston, sconvolto, incontra una ragazza di nome Carola e passa la notte con lei; i due in seguito si innamorano e decidono di sposarsi. Dieci anni dopo la situazione di Preston è decisamente migliorata: si è costruito una famiglia con Carola e anche la sua carriera artistica è in ascesa. Una sera però, ancora tormentato dai ricordi, racconta alla moglie quello che accadde quella notte ed ella svela improvvisamente la sua vera natura, trasformandosi nell'orribile creatura di dieci anni prima, uccidendo Preston per aver violato la promessa fatta a suo tempo e volando via assieme ai due figli avuti da lui, nel frattempo trasformatisi anch'essi in mostri. Poco dopo i tre gargoyle, diventati di pietra, guardano verso il basso dalla sporgenza di un edificio.

### Epilogo(The Wraparound Story Ending)
La strega Betty si appresta a cucinare Timmy, ma il ragazzino non si dà per spacciato, inizia a descrivere gli eventi con tono fermo e deciso (proprio come se stesse leggendo un altro capitolo del libro, e con la consapevolezza di un lieto fine), quindi improvvisa una fiaba dove narra il perché lui si trovava lì al posto dei doveri del fratello, continua descrivendo che lancia sul pavimento delle biglie di vetro sulle quali la strega scivola, e così accade venendo infilzata dai suoi stessi coltelli, poi Timmy descrive di essere riuscito a prendere le chiavi e liberarsi, anche questo accade e continuando la descrizione spinge la strega nel forno, in un secondo momento quando tutto è finito Timmy si rivolge allo spettatore esclamando il lieto fine.

## Riconoscimenti
- 1991 - Festival internazionale del film fantastico di Avoriaz
  - Grand Prix